# Горлівська єпархія УПЦ (МП)
Горлівська єпархія — єпархія УПЦ московського патріархату, яка об'єднує парафії і монастирі на території північних районів Донецької області (Олександрівського, Бахмутського, Добропільського, Костянтинівського, Покровського, Лиманського, Слов'янського, Шахтарського), в тому числі тимчасово окупованих районів.
Кафедральне місто — Горлівка. Кафедральний собор — Богоявленський. Другий кафедральний собор — Олександро-Невський у Слов'янську.

## Історія
Створена 29 липня 1994 рішенням Священного Синоду УПЦ МП виділенням зі складу Донецької.
В 2004 році Свято-Успенський Святогірський чоловічий монастир, який перебував у підпорядкуванні єпархії, отримав статус Лаври і був переданий у підпорядкування Донецької єпархії.
Навесні 2014 року територію єпархії було окуповано терористичним угрупованням ДНР. У серпні 2014 року в Горлівці повністю згорів храм Благовіщення пресвятої Богородиці. За даними митрополита Горлівського і Слов'янського Митрофана Нікітіна у серпні 2015 року з 22 храмів у Горлівці два не були пошкоджені в результаті бойових дій.

## Єпископи

### Правлячі
- Аліпій (Погребняк) (29 липня 1994 — 11 червня 1997)
- Іларіон (Шукало) (11 червня 1997 — 24 січня 2007) т/к, архієпископ, митрополит Донецький і Маріупольський
- Митрофан (Нікітін) (від 28 січня 2007)

### Вікарні
- Спиридон (Головастов), архієпископ Добропільський (17 червня 2018 - 23 вересня 2023)
- Паїсій (Шинкарьов), архієпископ Костянтинівський (13 червня 2021 - 23 вересня 2023)

## Благочинні округи
- Бахмутський
- Богоявленський (м. Горлівка)
- Добропільський
- Дружківський
- Єнакієвський
- Йово-Почаївський (м. Костянтинівка)
- Краснолиманський
- Мирноградський
- Миколаївський (м. Горлівка)
- Миколаївський (м. Костянтинівка)
- Олександрівський
- Олександро-Невський (м. Слов'янськ)
- Райгородський
- Серафимівський (м. Слов'янськ)
- Соледарський
- Торецький
- Троїцький (м. Краматорськ)
- Успенський (м. Краматорськ)
- Шахтарський

## Монастирі
- Сергієвський монастир (жіночий; село Сергіївка, Слов'янський район)  [Архівовано 18 липня 2018 у Wayback Machine.]
- Стефановський монастир (жіночий; в селі Степанівка, Олександрівський район).  [Архівовано 24 червня 2018 у Wayback Machine.]
- Покровський жіночий монастир (жіночий; в місті Лиман)